# Dębczyna
Dębczyna (prononciation [dɛmpˈt͡ʂɨna]) est un village de la gmina de Baranów du powiat de Puławy dans la voïvodie de Lublin, situé dans l'est de la Pologne.
Il se situe à environ 6 kilomètres à l'est de Baranów (siège de la gmina), 25 kilomètres au nord-est de Puławy (siège du powiat) et 44 kilomètres au nord-ouest de Lublin (capitale de la voïvodie).
Le village comptait une population de 63 habitants en 2003.

## Histoire
De 1975 à 1998, le village est attaché administrativement à l'ancienne Voïvodie de Lublin.

Depuis 1999, il fait partie de la nouvelle voïvodie de Lublin.